# Luís, príncipe-herdeiro de Lorena
Luís, príncipe-herdeiro de Lorena (28 de Janeiro de 1704 – 10 de Maio de 1711) foi um herdeiro aparente do ducado de Lorena.
O seu pai era o duque reinante de Lorena e a sua mãe pertencia à Casa de Bourbon, que, na altura, reinava o Reino de França. Tornou-se príncipe-herdeiro quando nasceu em 1704, mas morreu de varíola em 1711 aos sete anos de idade não tendo, por isso, deixado descendentes.

## Biografia
Nasceu no Château de Lunéville filho de Leopoldo, duque de Lorena e da sua esposa, a princesa Isabel Carlota de Orleães.
Luís foi o quinto filho e segundo varão do casal. Foi também o segundo dos quatro herdeiros do seu pai: o seu irmão mais velho, o príncipe Leopoldo, duque de Bar (26 de Agosto de 1699 – 2 de Abril de 1700) tinha morrido com oito meses de idade; o seu irmão mais novo, Leopoldo Clemente Carlos (25 de Abril de 1707 – 4 de Junho de 1723) morreu aos dezasseis anos de idade e um outro irmão, o príncipe Francisco Estêvão viveu até à idade adulta, tornou-se duque de Lorena e, graças ao seu casamento com a futura imperatriz Maria Teresa da Áustria, tornou-se sacro imperador e fundou a Casa de Habsburgo-Lorena.
Pouco depois nascer, a 24 de Junho de 1704, o príncipe foi baptizado na igreja católica no Château de Lunéville. Não assitiu à morte dos seus irmãos, o duque de Bar e a princesa Luísa Cristina. Quando nasceu, tinha apenas duas irmãs mais velhas.
Na primavera de 1711, uma vaga de varíola atingiu a Europa. Já tinha matado pessoas como o sacro imperador José I (que morreu a 17 de Abril) e  Luís, o grande delfim de França (que morreu a 14 de Abril). Infelizmente, apesar de todos os esforços, princesa Isabel Carlota de Lorena, irmã mais velha de Luís, contraiu a doença e morreu a 4 de Maio. Antes de falecer, a princesa transmitiu a doença a Luís e à irmã de ambos, a princesa Maria Gabriela. Luís morreu a 10 de Maio e Gabriela morreu no dia seguinte. Foram ambos enterrados na igreja de Saint-François-des-Cordeliers. Quando Luís morreu, o seu irmão mais novo, o príncipe Leopoldo Clemente Carlos tornou-se príncipe-herdeiro, mas acabaria também por morrer de varíola em 1723, quando tinha dezasseis anos de idade.

## Genealogia
| Luís, príncipe-herdeiro de Lorena | Pai: Leopoldo, Duque de Lorena | Avô paterno: Carlos V da Lorena                   | Bisavô paterno: Nicolau Francisco, duque de Lorena |
| Luís, príncipe-herdeiro de Lorena | Pai: Leopoldo, Duque de Lorena | Avô paterno: Carlos V da Lorena                   | Bisavó paterna: Cláudia Francisca de Lorena        |
| Luís, príncipe-herdeiro de Lorena | Pai: Leopoldo, Duque de Lorena | Avó paterna: Leonor da Áustria, Rainha da Polónia | Bisavô paterno: Fernando III da Germânia           |
| Luís, príncipe-herdeiro de Lorena | Pai: Leopoldo, Duque de Lorena | Avó paterna: Leonor da Áustria, Rainha da Polónia | Bisavó paterna: Leonor Gonzaga                     |
| Luís, príncipe-herdeiro de Lorena | Mãe: Isabel Carlota de Orleães | Avô materno: Filipe I, Duque de Orleães           | Bisavô materno: Luís XIII de França                |
| Luís, príncipe-herdeiro de Lorena | Mãe: Isabel Carlota de Orleães | Avô materno: Filipe I, Duque de Orleães           | Bisavó materna: Ana de Áustria, rainha de França   |
| Luís, príncipe-herdeiro de Lorena | Mãe: Isabel Carlota de Orleães | Avó materna: Isabel Carlota do Palatinado         | Bisavô materno: Carlos I Luís, Eleitor Palatino    |
| Luís, príncipe-herdeiro de Lorena | Mãe: Isabel Carlota de Orleães | Avó materna: Isabel Carlota do Palatinado         | Bisavó materna: Carlota de Hesse-Cassel            |

## Títulos, formas de tratamento, honras e brasão de armas

### Títulos e formas de tratamento
- 28 de Janeiro de 1704 – 10 de Maio de 1711 Sua alteza, o príncipe-herdeiro de Lorena